# Craig Levein
Craig William Levein (IPA /kreɪɡ ləviˈn/; Dunfermline, 22 ottobre 1964) è un allenatore di calcio ed ex calciatore scozzese, di ruolo difensore.

## Palmarès
- Miglior giovane dell'anno della SPFA: 2

1985, 1986